# Manuel Salas Palmer
Manuel Salas Palmer (? - 13 de julio de 1898) fue un empresario y político español, diputado y senador a Cortes Generales durante la restauración borbónica.

## Biografía
Empresario y naviero ibicenco, en 1870 era propietario de dos barcos. Con el tiempo se convirtió en uno de los empresarios navieros más prósperos de las Islas Baleares, así como presidente de La Salinera Española, fundada en 1871. Fue elegido diputado a Cortes por el Partido Liberal por el distrito de Ibiza en las Elecciones generales de 1898, pero murió poco después. Fue padre de Manuel Salas Sureda y el bisabuelo de Pere Salas Garau.